# Empoasca sativae
Empoasca sativae är en insektsart som beskrevs av Poos 1933. Empoasca sativae ingår i släktet Empoasca och familjen dvärgstritar. Inga underarter finns listade i Catalogue of Life.